# Walterschlag (Gemeinde Weitra)
Walterschlag ist eine Ortschaft und eine Katastralgemeinde der Stadtgemeinde Weitra im Bezirk Gmünd in Niederösterreich mit 58 Einwohnern (Stand 1. Jänner 2025).

## Geografie
Das Dorf befindet sich südlich von Weitra, unterhalb des Johannesberges (839 m ü. A.) und wird vom Pfaffenbach entwässert. Durch den Ort führt die Landesstraße L8304, an dessen Westseite die Gehöfte aufgefädelt sind; im Osten liegen nur einige wenige Anwesen. Am 1. April 2020 umfasste die Ortschaft 25 Adressen.

## Geschichte
Im Jahr 1822 wurde der Ort als Dorf mit 14 Häusern genannt, das nach St. Wolfgang eingepfarrt war, wohin auch die Kinder eingeschult wurden. Die Herrschaft Weitra besaß die Ortsobrigkeit, übte die Landgerichtsbarkeit aus, besorgte die Konskription und hatte die Grundherrschaft inne.
Laut Adressbuch von Österreich waren im Jahr 1938 in Walterschlag ein Tischler und mehrere Landwirte ansässig.

## Siedlungsentwicklung
Zum Jahreswechsel 1979/1980 befanden sich in der Katastralgemeinde Walterschlag insgesamt 23 Bauflächen mit 10.863 m² und 9 Gärten auf 4.038 m² und auch 1989/1990 waren es 23 Bauflächen. 1999/2000 war die Zahl der Bauflächen auf 78 angewachsen und 2009/2010 waren es 51 Gebäude auf 78 Bauflächen.

## Bodennutzung
Die Katastralgemeinde ist landwirtschaftlich geprägt. 156 Hektar wurden zum Jahreswechsel 1979/1980 landwirtschaftlich genutzt und 126 Hektar waren forstwirtschaftlich geführte Waldflächen. 1999/2000 wurde auf 150 Hektar Landwirtschaft betrieben und 130 Hektar waren als forstwirtschaftlich genutzte Flächen ausgewiesen. Ende 2018 waren 147 Hektar als landwirtschaftliche Flächen genutzt und Forstwirtschaft wurde auf 129 Hektar betrieben. Die durchschnittliche Bodenklimazahl von Walterschlag beträgt 15,9 (Stand 2010).